# 可喜可賀
《可喜可賀》，是美國樂團MGMT的第二張專輯，2010年4月13日於北美發行。

## 創作歷程
MGMT早於2009年初便開始為這張專輯作曲。兩人最終前往馬利布和前Spacemen 3團員Pete Kember一同進行錄音工作，此外合作對象還有Royal Trux 及歌手Jennifer Herrema。VanWyngarden提到:「這是我們試圖回應上一張專輯發行後所產生的衝擊效應，有些事並非想像中簡單。」首張專輯《Oracular Spectacular》發行後該團知名度大幅提高，連帶影響了這張專輯的產生。
據傳保羅·麥卡尼曾有意與該團一同合作，並希望「[與他們]一起寫一些舞曲風格的音樂。」
2010年1月12日，主唱Andrew Van Wyngarden在與《Spin Magazine》專訪中提到專輯已經完成，並說「 專輯已經混過音了，目前正等著上架前最後的流程。」
同年1月18日，MGMT提到他們並不希望針對此專輯額外發行任何單曲。在與《新音樂快遞》的專訪中，兩人提到了這張專輯的概念，他們認為這張專輯是一個一體性的產物而非一張主打單曲的集大成。Goldwasser說:「我們希望歌迷能親自聽完整張專輯後找到他們喜歡的歌曲，而非一味地盲從於收音機連環播放的主打歌－前提是如果有任何電臺願意播的話！」他又解釋道:「在這張專輯裡，不會有像'Time to Pretend'或'Kids'那樣的主打歌存在。我們討論了很久，希望歌迷能依序聽完整張專輯，而非僅僅上網下載專輯裡前3名熱門主打歌，其餘的一律充耳不聞。」
2010年2月5日，該團的官方網站上出現了一個倒數計時的時鐘程式，最終於2010年4月13日倒數停止，預示了該專輯上市的時間表。
2010年3月9日，MGMT提供了專輯收錄歌曲〈Flash Delirium〉作為免費下載。
2010年3月20日，MGMT在官方網站上提供了專輯全數曲目作為串流試聽用，並加註:「我們其實希望能讓大家免費下載整張專輯，但[除了我們自己]沒有人贊同這個點子。」
該專輯上市後立刻空降英國榜第4名，並於美國公告牌二百强专辑榜當中排名第2名。
在這張專輯的iTunes預售版本中另外收錄了一首新增的歌曲，歌名為〈Inbetween The Liners〉。
該專輯封面為藝術家Anthony Ausgang所設計。

## 曲目
| Congratulations | Congratulations       | Congratulations |
| 曲序            | 曲目                  | 时长            |
| --------------- | --------------------- | --------------- |
| 1.              | It's Working          | 4:06            |
| 2.              | Song for Dan Treacy   | 4:09            |
| 3.              | Someone's Missing     | 2:29            |
| 4.              | Flash Delirium        | 4:15            |
| 5.              | I Found a Whistle     | 3:40            |
| 6.              | Siberian Breaks       | 12:09           |
| 7.              | Brian Eno             | 4:31            |
| 8.              | Lady Dada's Nightmare | 4:31            |
| 9.              | Congratulations       | 3:55            |
| 总时长：        | 总时长：              | 43:53           |

## 市場票房
| 排行榜 (2010)          | 最高名次 |
| ---------------------- | -------- |
| 澳大利亞專輯排行榜     | 9        |
| 加拿大專輯排行榜       | 4        |
| 丹麥專輯排行榜         | 19       |
| 法國專輯排行榜         | 7        |
| 愛爾蘭專輯排行榜       | 5        |
| 英國專輯排行榜         | 4        |
| 美國公告牌二百強專輯榜 | 2        |

## 幕後人員

### 執行製作
- Andrew VanWyngarden - 製作
- Ben Goldwasser - 製作
- Peter "Sonic Boom" Kember - 製作、和聲、打擊
- Thunder Davis - 製作
- Billy Bennett - 技術
- Matt Boynton - 餘項製作
- Daniel Johnson - 技術助理
- Dave Fridmann - 混音、技術助理
- Greg Calbi - 母帶後期處理
- John Cheuse - 藝術指導、設計、映像
- Anthony Ausgang - 封面設計

### 音樂製作
- Andrew VanWyngarden - 主唱、吉他、鼓、貝斯、合音、鋼琴、笛音、口琴、西塔、打擊樂器
- Ben Goldwasser - 合音例帶、風琴、鋼琴、和弦器、數據、和聲、打擊樂器
- James Richardson - 吉他、合音、合成鼓、鐘琴、薩克斯風、排簫、和聲、打擊樂器
- Matt Asti - 吉他、貝斯、鋼琴、和聲、錄音、打擊樂器
- Will Berman - 鼓、吉他、貝斯、和聲、合音、打擊樂器
- Britta Phillips - 和聲 ("It's Working")
- Jennifer Herrema - 和聲 ("Song For Dan Treacy" 及 "Flash Delirium")
- Gillian Rivers- 弦樂器
- Dave Kadden - 雙簧管、雜項 ("Siberian Breaks")

## 外部連結
- Official website（页面存档备份，存于）
- Congratulations Album Blog
- http://www.mtv.com/news/articles/1631334/20100204/mgmt.jhtml（页面存档备份，存于）
- MGMT, "Congratulations"（页面存档备份，存于） by Billboard